# Humberside
L'Humberside fu una contea cerimoniale non-metropolitana dell'Inghilterra settentrionale, esistita dal 1º aprile 1974 al 1º aprile 1996. Fu composta da territori situati su entrambe le rive dell'estuario dell'Humber, e fu creata a partire da parti dell'East Riding of Yorkshire, West Riding of Yorkshire e la parte nord della contea di Lindsey. La sede del consiglio della contea si trovava a Beverley, ma il suo centro principale era Kingston upon Hull. La contea si estendeva per 3512 km² lungo la costa del Mare del Nord, da Wold Newton a nord, fino a un altro Wold Newton a sud.
L'Humberside confinava con il North Yorkshire a nord e ad ovest, con il South Yorkshire e Nottinghamshire a sud.ovest, e con il Lincolnshire a sud. Ad est confinava con il Mare del Nord.
L'Humberside fu abolito il 1º aprile 1996, quando furono create quattro autorità unitarie: North Lincolnshire, North East Lincolnshire, Kingston upon Hull e East Riding of Yorkshire. Il nome continua ad essere utilizzato come termine geografico, soprattutto dai media, e nei nomi di alcune istituzioni, come la Humberside Police o il Humberside Fire and Rescue Service, che non cambiarono nome a causa dei costi, anche se vi sono proposte di unire le forze di polizia con altre dello Yorkshire e cambiare quindi il nome di conseguenza.